# Illosporiopsis christiansenii
Illosporiopsis christiansenii, ook wel Lipstickmos, is een korstmosparasiet die behoort tot de orde Hypocreales. Het infecteert verschillende korstmossen en produceert het zachtroze sporodochia met sporen.

## Kenmerken
De soort heeft knalroze, kussenvormig vruchtlichamen, meestal op soralen van heksenvingermos (Physcia tenella) op vrijstaande bomen waarop de gastheer in grote grote hoeveelheden groeit. 

## Verspreiding
In Nederland komt de soort vrij algemeen voor. Het staat niet op de rode lijst en is niet bedreigd.

## Gastheer
Illosporiopsis christiansenii is onder meer bekend bij de volgende korstmossen:
- Bacidina (knoopjeskorst)
- Melanohalea exasperatula (Lepelschildmos)
- Parmelia sulcata (Gewoon schildmos)
- Phaeophyscia orbicularis (Rond schaduwmos)
- Physcia adscendens (Kapjesvingermos)
- Physcia stellaris (Groot vingermos)
- Physcia tenella (Heksenvingermos)
- Xanthoria parietina (Groot dooiermos)

## Verwarrende soorten
Het lijkt op andere Physcia-parasieten: 
- Vingermosgalzwam (Heterocephalacria physciacearum), maar deze vormt lichtbruine gallen
- Erythricium aurantiacum, maar deze produceert oranje kussenvormige vruchtlichamen

## Naamgeving
De soort werd voor het eerst beschreven in 1986 door Beryl Ledsam Brady en David Hawksworth onder de naam Hobsonia christiansenii. De huidige naam, erkend door Index Fungorum, werd in 2001 gegeven door Hawksworth.

## Foto's

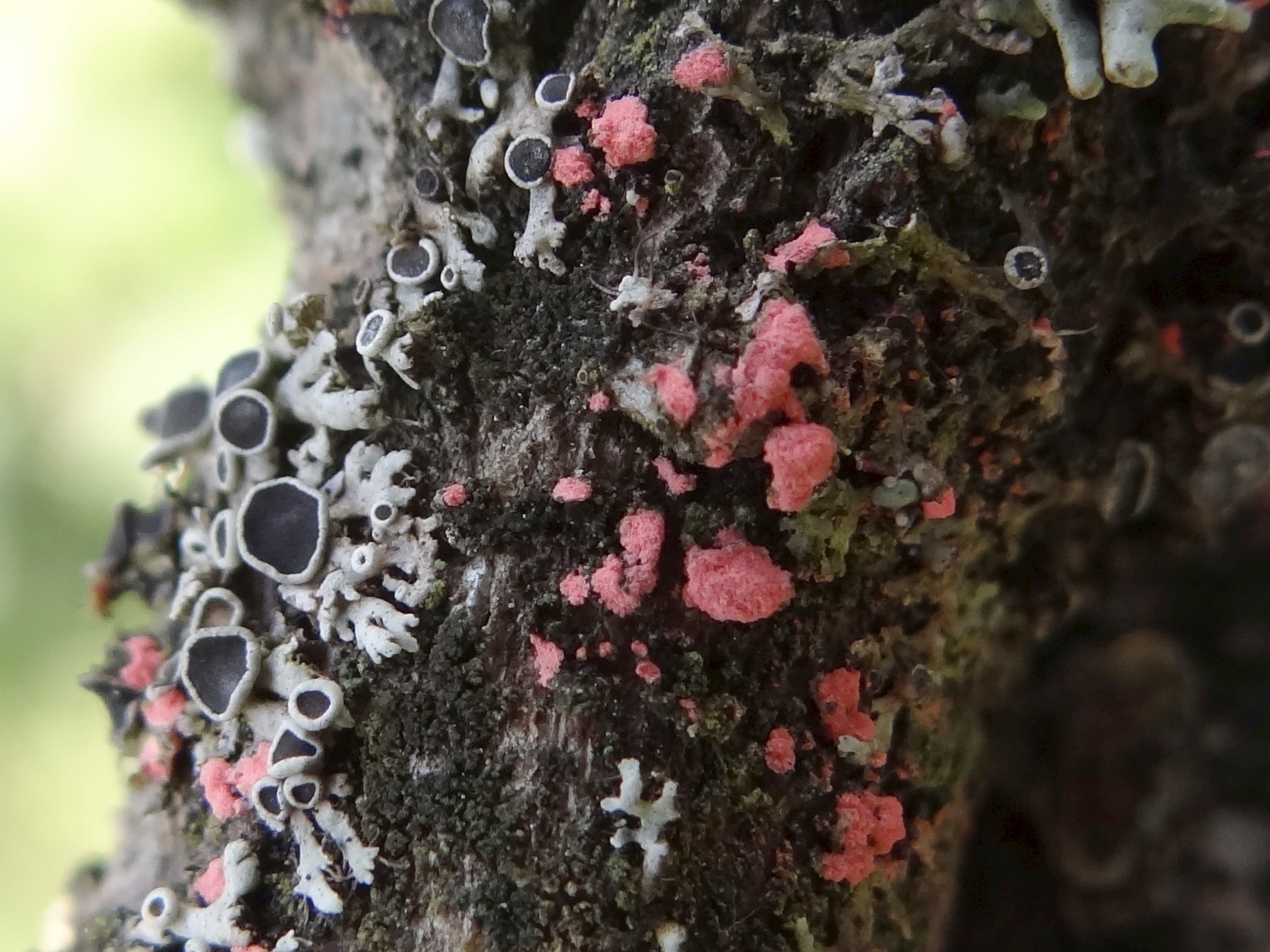
Exemplaar op het groot vingermos (Physcia stellaris)
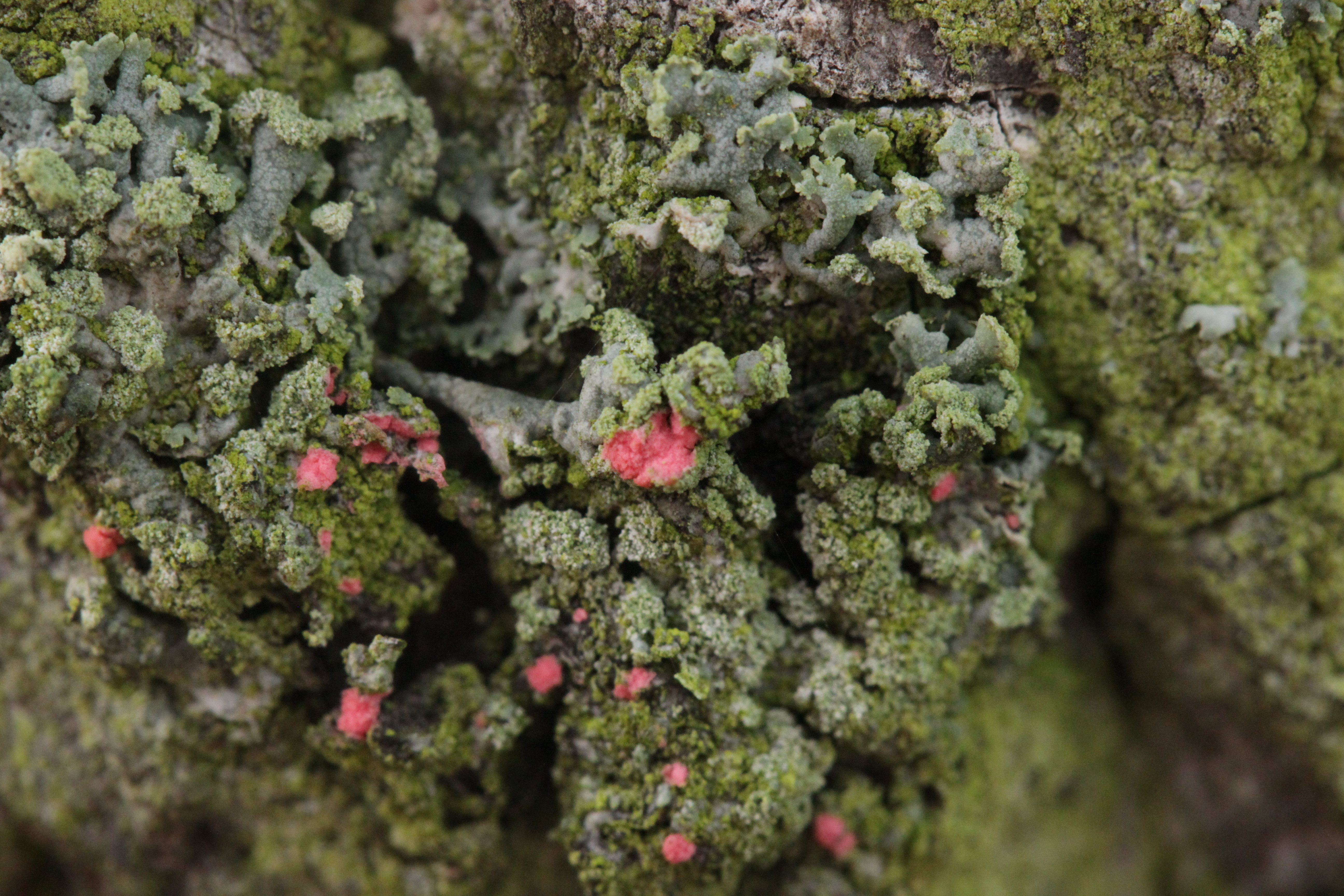
Exemplaren op korstmos
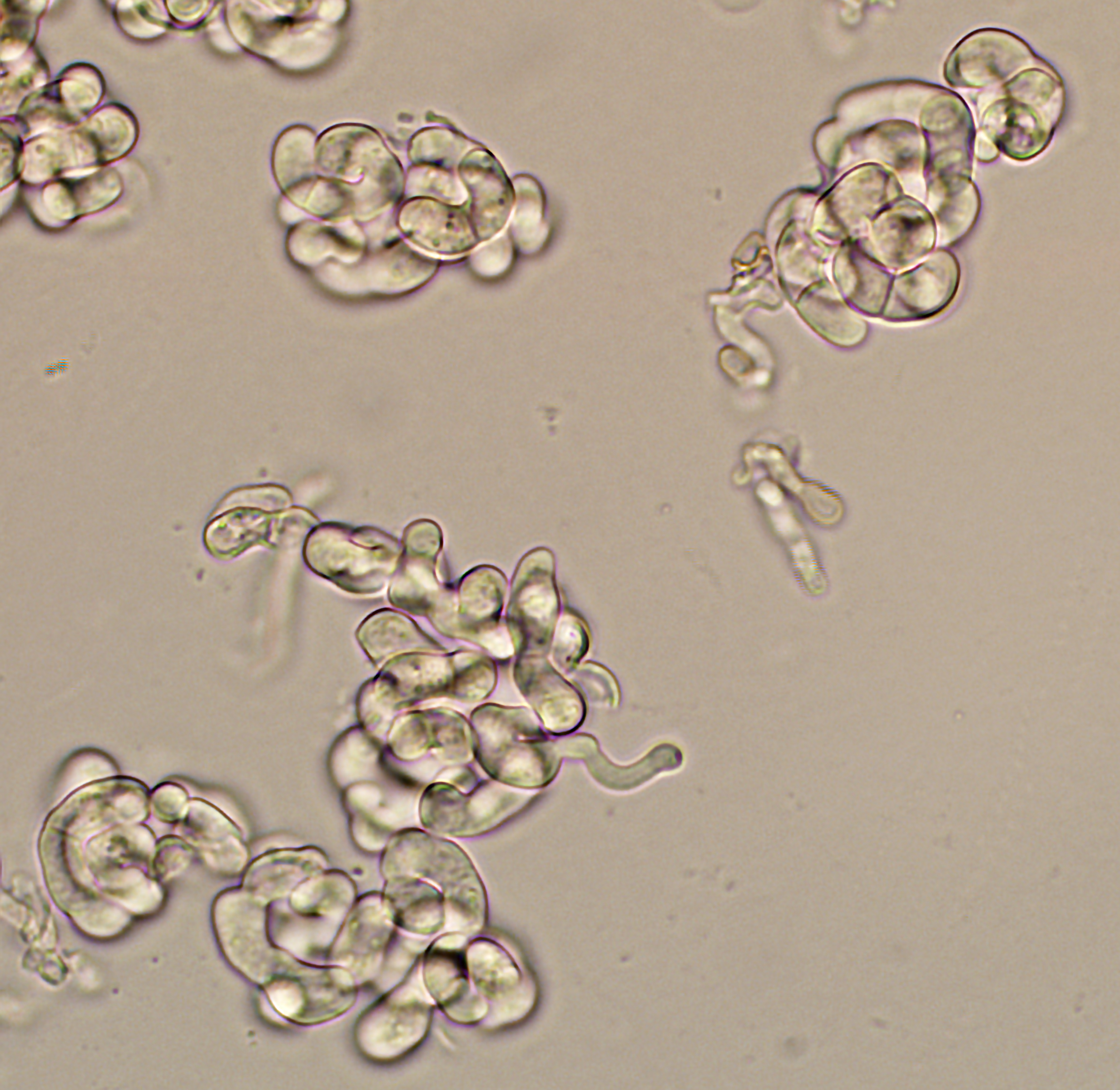
Sporen